# 3111 Misuzu
A 3111 Misuzu (ideiglenes jelöléssel 1977 DX8) a Naprendszer kisbolygóövében található aszteroida. Hiroki Kosai,  Kiichiro Hurukawa fedezte fel 1977. február 19-én.